# کالج آبرایت
کالج آبرایت (به انگلیسی: Albright College) یک مدرسه در ایالات متحده آمریکا است که در پنسیلوانیا واقع شده‌است.